# Строительный номер

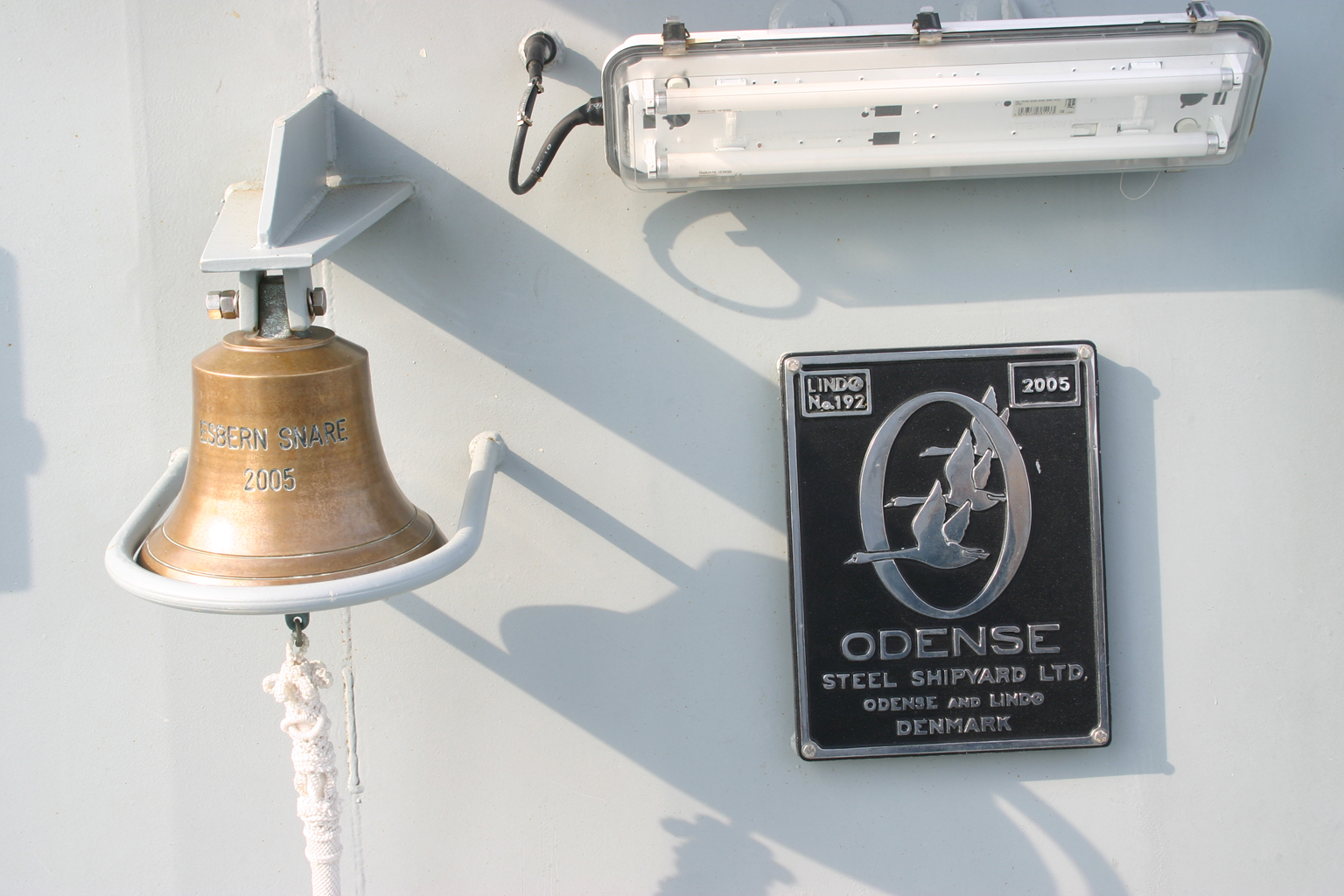
Судовой колокол и табличка со строительным номером верфи Lindø

Строительный номер или заводской номер — данное судну обозначение во время его строительства, сравнимое с заводским номером других промышленных изделий: паровозов, электровозов, тепловозов, автомобилей, станков и т. д. В случае обозначения дирижаблей использовался также номер верфи.

## Описание
В 19 столетии в Великобритании, а затем и в других индустриальных странах, в ходе технической революции в кораблестроении и с расцветом производства пароходов, кораблям и гражданским судам, а также маломерным судам при строительстве присваивается номер судостроительной верфи или завода или их группы. В большинстве случаев номер является порядковым и показывает, каким по счёту данное судно было построено на данной верфи. В случае выпуска серийной продукции в состав номера помимо цифр могут входить буквы, обозначающие определённую серию, тип или класс судов. Присвоение номера остаётся прерогативой верфи в отношении судов, однако в некоторых странах, с США с 1984 года и в ЕС с 1988 года, для катеров, яхт и спортивных судов вводится двенадцатизначный или соответственно четырнадцатизначный Hull Identification Number (HIN), сопоставимый с номером шасси или серийным номером автомобиля.

### Таблички со строительным номером: старые и новые

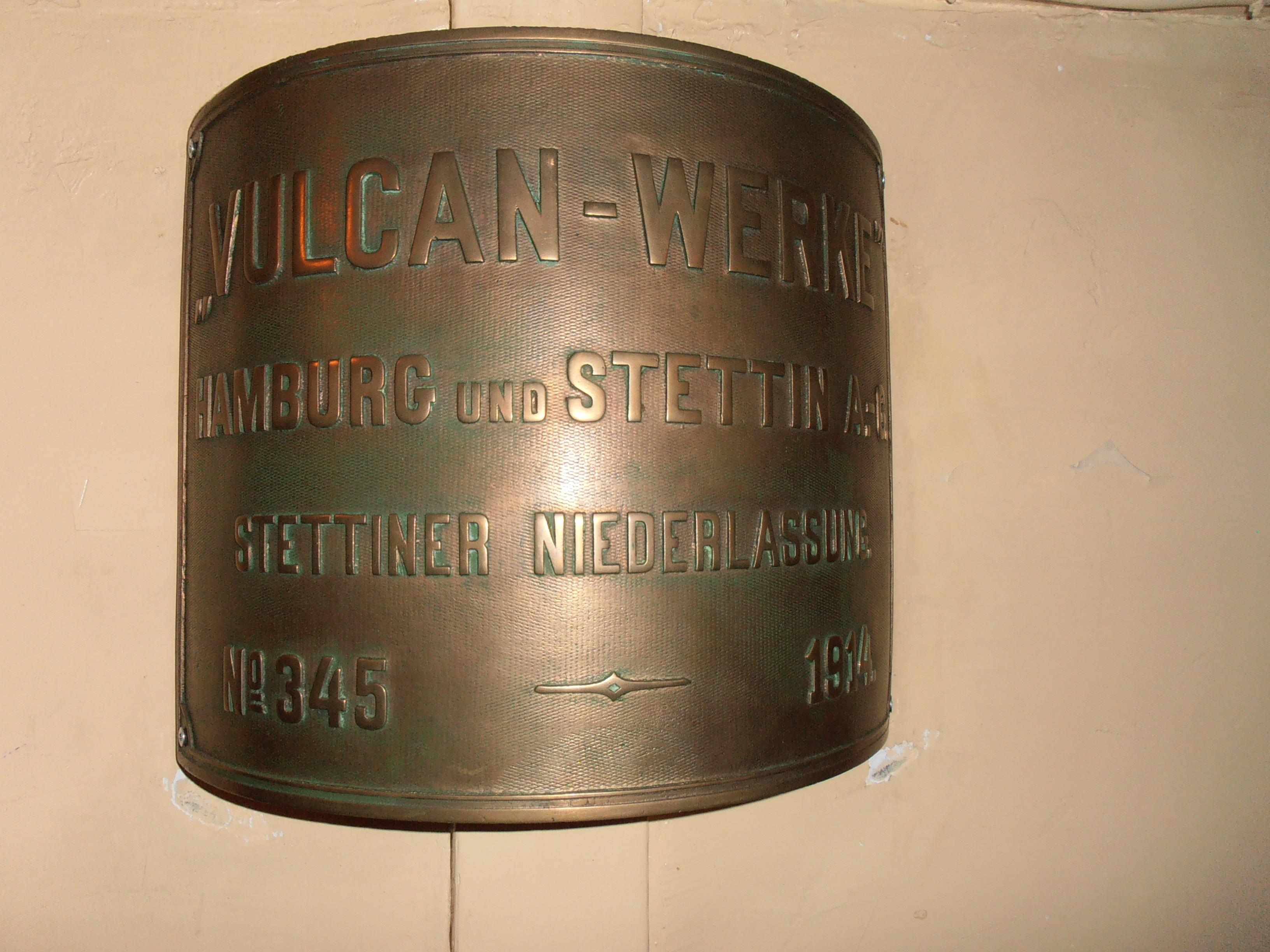
1914
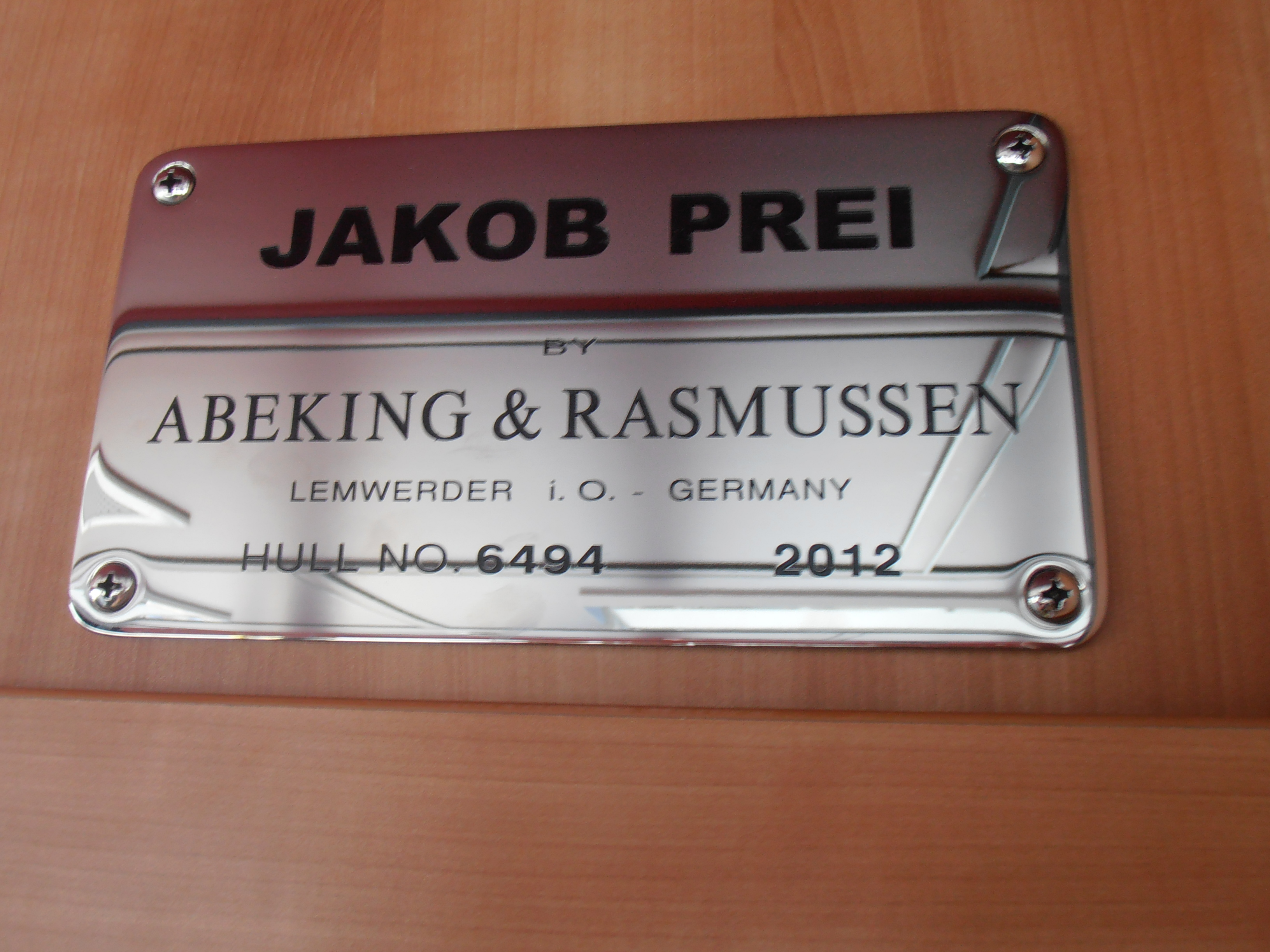
2012